# Camí de Cavalls

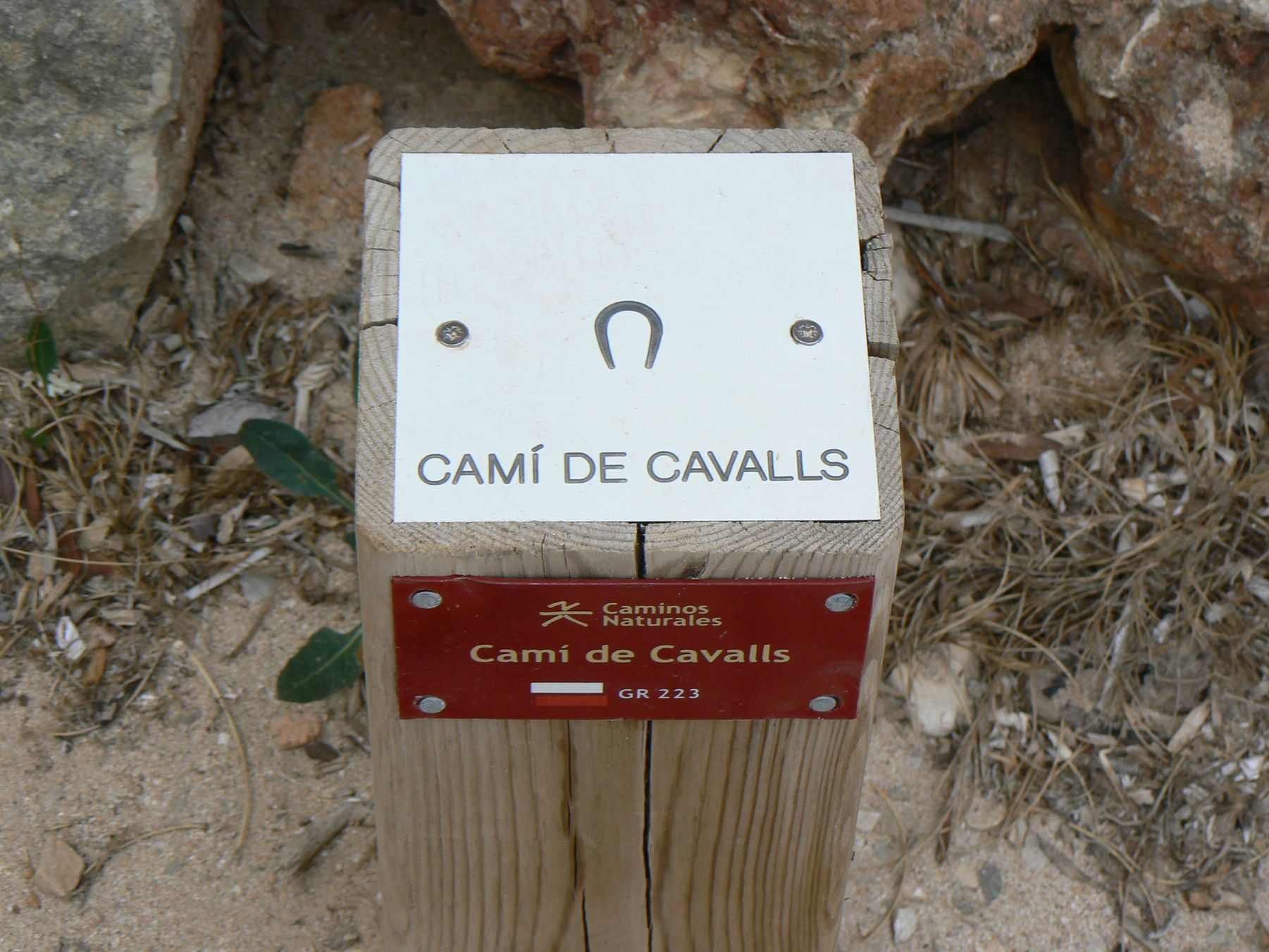
Senyalització del Camí de Cavalls.

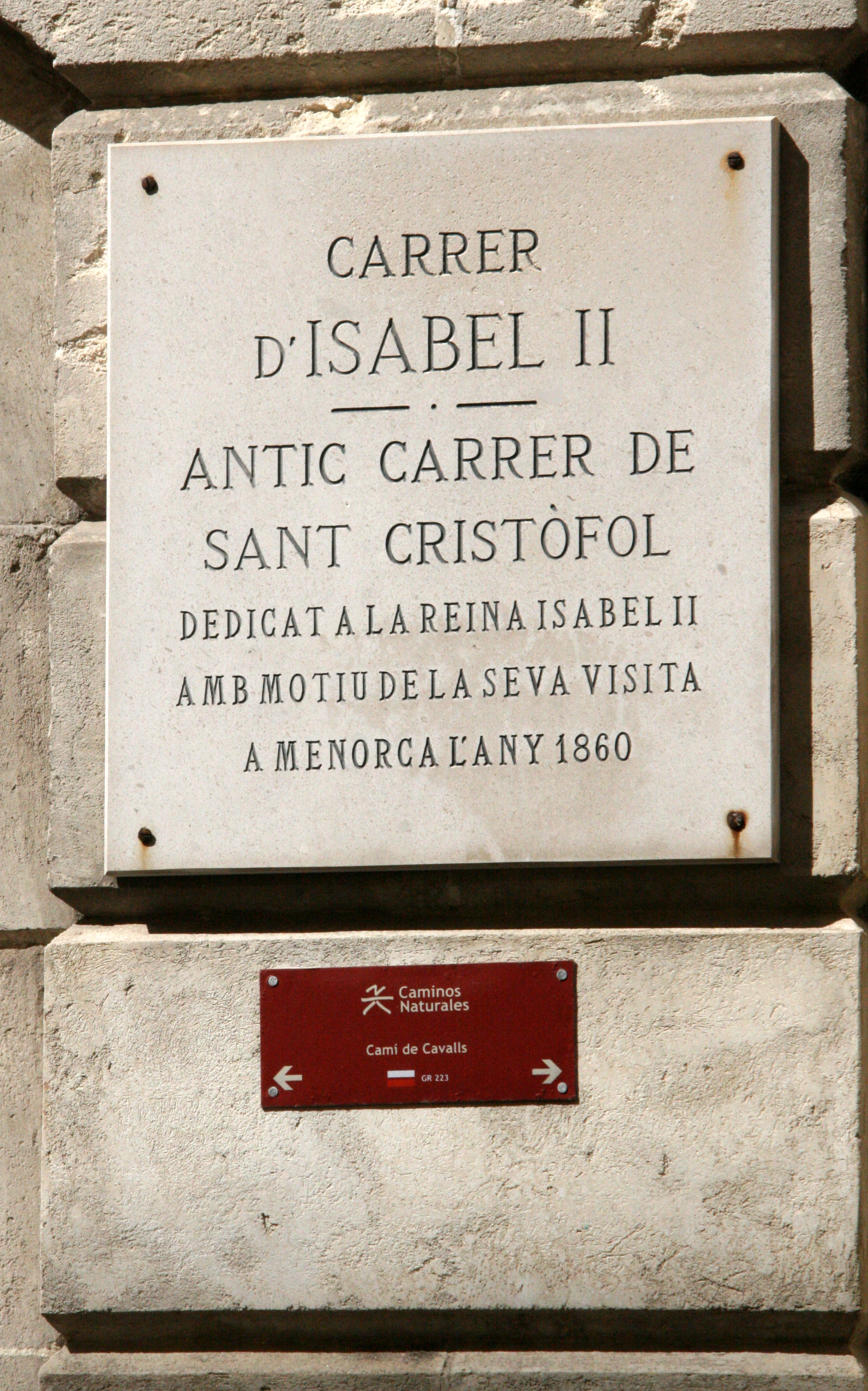
Tram urbà a Maó.

El Camí de Cavalls és una antiga ruta que voreja completament l'illa de Menorca, la funció del qual era la defensa i el control de l'illa. Va caure en desús i des dels anys 1980 un moviment popular va actuar per la seva reobertura completa i de la seva restauració. Des del 2010 va ser reobert com a sender per a vianants lents i cavalls i el 2012 va ser reconegut com a sender de gran recorregut GR-223.

## Història
Es creu que alguns trams podrien estar creats des del segle xiv, sol atribuir-se als francesos durant la seva ocupació menorquina (1756-1763). Presumiblement, aquest camí es va construir amb una funció eminentment militar, per facilitar la vigilància de la costa, unir les diferents torres de guaita, i agrupar les tropes en cas d'un desembarcament enemic.
Al pròleg del guia J. Gomila escriu: «El Camí de Cavalls no és, només, un camí fet de la suma de viaranys o caminets, que dona la volta a l'illa, sinó un patrimoni col·lectiu que forma part de la nostra identitat». Aquesta frase il·lustra el sentiment dels menorquins envers el Camí, un itinerari que permet gaudir de la varietat paisatgística i dels elements etnològics de l'illa i observar el contrast entre zones urbanitzades i verges.
A la fi de la dècada de 1980 es va iniciar una campanya popular per a la defensa del Camí de Cavalls pels seus valors patrimonials, històrics i paisatgístics, que duria a l'obertura de l'expedient per a declarar-lo Bé d'interès cultural. L'ús del camí ha generat conflicte entre els propietaris i els caminaires, car molts trams passen per propietat privada i no sempre reconeixen el dret d'accés a les seves finques. El 21 de desembre de l'any 2000 el Parlament de les Illes Balears va aprovar la Llei del Camí de Cavalls, que ho considera com «una realitat històrica i cultural del poble de Menorca» i té com a objectiu «establir un pas públic, establert sobre el traçat original del Camí de Cavalls, amb l'objecte de permetre el seu ús general, lliure i gratuït». Posteriorment, el Pla Especial va establir el seu recorregut i ha possibilitat els convenis i les expropiacions, ja que travessa cent vint finques privades. Des de l'any 2010, després del seu condicionament i marcatge, ja se’n pot gaudir a peu, en bicicleta o a cavall.

## Dades tècniques
El Camí de Cavalls té una llargada de 185 km i s'ha dividit en vint etapes. Encara que la seva màxima alçada sigui només de 125 metres, el desnivell acumulat arriba als quatre mil. En tractar-se d'un recorregut circular es pot començar a qualsevol punt, però el km. 0 està situat a la Culàrsega del Port de Maó d'on surt l'etapa 1. S'ha homologat com a GR 223 i està senyalitzat amb estaques quadrades cada 50- 100 metres i panells informatius al començament de les etapes. Les més de 100 barreres que s'han de travessar són un reflex que, activitats tradicionals com la ramaderia, segueixen en actiu als voltants del camí.
| Etapa | Sortida             | Arribada            | Duració    | Distància | Dificultat |
| ----- | ------------------- | ------------------- | ---------- | --------- | ---------- |
| 1     | Maó                 | Es Grau             | 3 h 30 min | 10 km     | Mitjana    |
| 2     | Es Grau             | Favàritx            | 3 h 30 min | 8,6 km    | Mitjana    |
| 3     | Favàritx            | Arenal d'en Castell | 5 h        | 13,6 km   | Mitjana    |
| 4     | Arenal d'en Castell | Cala Tirant         | 4 h        | 10,8 km   | Fàcil      |
| 5     | Cala Tirant         | Binimel·là          | 4 h        | 9,6 km    | Mitjana    |
| 6     | Binimel·là          | Els Alocs           | 5 h        | 8,9 km    | Difícil    |
| 7     | Els Alocs           | Algaiarens          | 4 h 30 min | 9,7 km    | Mitjana    |
| 8     | Algaiarens          | Cala Morell         | 2 h 10 min | 5,4 km    | Mitjana    |
| 9     | Cala Morell         | Punta Nati          | 3 h        | 7 km      | Fàcil      |
| 10    | Punta Nati          | Ciutadella          | 4 h        | 10,5 km   | Fàcil      |
| 11    | Ciutadella          | Punta d'Artrutx     | 5 h        | 13,2 km   | Fàcil      |
| 12    | Punta d'Artrutx     | Cala en Turqueta    | 5 h        | 13,3 km   | Mitjana    |
| 13    | Cala en Turqueta    | Cala Galdana        | 2 h 30 min | 6,4 km    | Fàcil      |
| 14    | Cala Galdana        | Sant Tomàs          | 4 h 30 min | 10,8 km   | Mitjana    |
| 15    | Sant Tomàs          | Son Bou             | 2 h 30 min | 6,4 km    | Fàcil      |
| 16    | Son Bou             | Cala en Porter      | 3 h 30 min | 8 km      | Mitjana    |
| 17    | Cala en Porter      | Binisafúller        | 4 h 30 min | 11,8 km   | Fàcil      |
| 18    | Binisafúller        | Punta Prima         | 3 h 30 min | 8,1 km    | Fàcil      |
| 19    | Punta Prima         | Cala de Sant Esteve | 2 h 40 min | 7,3 km    | Fàcil      |
| 20    | Cala de Sant Esteve | Maó                 | 2 h 20 min | 6 km      | Fàcil      |